# Liste der Baudenkmäler in Glashütten (Oberfranken)
Auf dieser Seite sind die Baudenkmäler in der oberfränkischen Gemeinde Glashütten zusammengestellt. Diese Tabelle ist eine Teilliste der Liste der Baudenkmäler in Bayern. Grundlage ist die Bayerische Denkmalliste, die auf Basis des Bayerischen Denkmalschutzgesetzes vom 1. Oktober 1973 erstmals erstellt wurde und seither durch das Bayerische Landesamt für Denkmalpflege geführt wird. Die folgenden Angaben ersetzen nicht die rechtsverbindliche Auskunft der Denkmalschutzbehörde.
 Diese Liste gibt den Fortschreibungsstand vom 19. August 2014 wieder und enthält sechs Baudenkmäler.

## Baudenkmäler nach Ortsteilen

### Glashütten
| Lage                                | Objekt                                                | Beschreibung | Akten-Nr.             | Bild           |
| ----------------------------------- | ----------------------------------------------------- | --- | --------------------- | -------------- |
| Alte Bayreuther Straße 4 (Standort) | Gasthof                                               | Giebelständiger, zweigeschossiger Satteldachbau mit Eckgliederung, im Kern 17. Jahrhundert, 1927 ausgebaut                                                                | D-4-72-141-2 Wikidata | BW             |
| Bayreuther Straße 20 (Standort)     | Wohnstallhaus                                         | Zweigeschossiger, traufständiger Satteldachbau mit Fachwerkobergeschoss, bezeichnet „1858“                                                                                | D-4-72-141-3 Wikidata | BW             |
| Bayreuther Straße 29 (Standort)     | Wohnstallhaus                                         | Traufständiger, zweigeschossiger Satteldachbau, Erdgeschoss Sandsteinquader, Fachwerkobergeschoss, erste Hälfte 19. Jahrhundert                                           | D-4-72-141-4 Wikidata | BW             |
| Bayreuther Straße 31 (Standort)     | Wohnstallhaus                                         | Zweigeschossiger Walmdachbau, Sandsteinquader, Obergeschoss verputztes Fachwerk, bezeichnet „1780“                                                                        | D-4-72-141-5 Wikidata | BW             |
| Lärchenstraße 1 (Standort)          | Wohnstallhaus                                         | Eingeschossiger Satteldachbau, Fachwerkgiebel, um 1800 | D-4-72-141-7 Wikidata | BW             |
| Schloßstraße 7 (Standort)           | Evangelisch-lutherische Filialkirche St. Bartholomäus | Saalbau mit eingezogenem Chor und Westbau mit drei Türmchen, 1617–18 anstelle einer Schlosskapelle erbaut, 1797 erhöht, Westbau 1922 von Hans Reissinger; mit Ausstattung | D-4-72-141-1 Wikidata | weitere Bilder |